# Joseph Ahrens

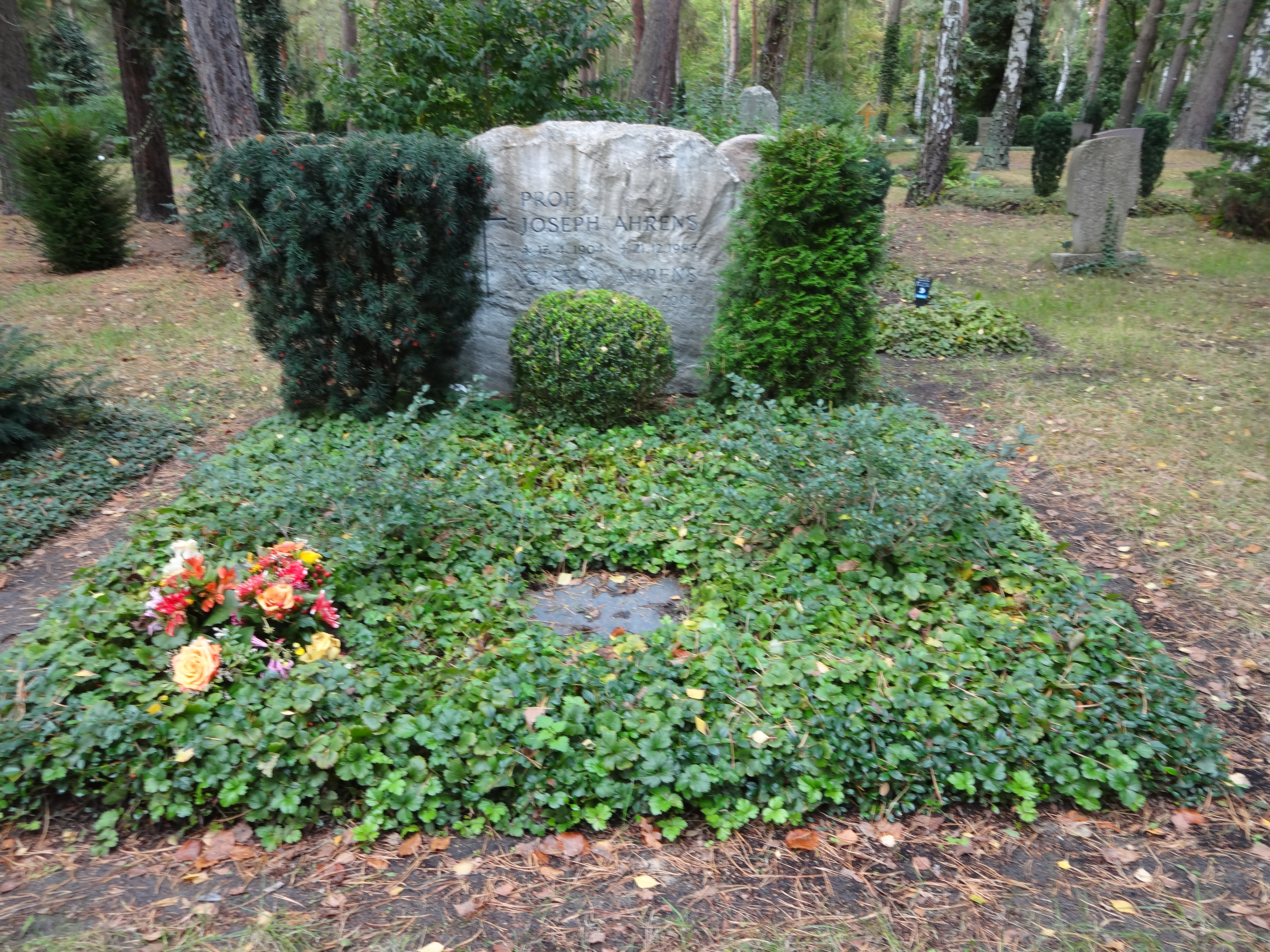
Grób prof. Josepha Ahrensa na cmentarzu leśnym Zehlendorf

Joseph Ahrens (ur. 17 kwietnia 1904 w Sommersell, zm. 21 grudnia 1997 w Berlinie) – niemiecki kompozytor i organista.
Tworzył głównie muzykę organową i kościelną. Studiował muzykę kościelną w Münster u Wernera Göhra i Fritza Volbacha. W 1925 roku wyjechał do Berlina, gdzie kontynuował naukę u Alfreda Sittarda i Maxa Seifferta w Akademie für Kirchen- und Schulmusik i uczęszczał na mistrzowskie kursy organowe Wilhelma Middelschulte. Studiował również chorał gregoriański w opactwach benedyktyńskich w Gerleve i Beuron. W 1928 został wykładowcą w Berlińskiej Akademii, gdzie w 1936 awansował na profesora. W latach 1931-1940 był organistą Filharmoników Berlińskich, a od 1934 organistą w katedrze św. Jadwigi w Berlinie aż do jej zniszczenia w 1943 roku. Po wojnie został mianowany ordynariuszem katolickiej muzyki kościelnej w berlińskiej Hochschule für Musik.